# 段宁 (清洁生产专家)
段宁（1949年7月20日—），四川成都人，中国清洁生产专家，同济大学教授。1975年毕业于同济大学给排水及暖通工程系，获学士学位。1981年毕业于清华大学环境工程系，获硕士学位。1988年毕业于美国得克萨斯州立大学奥斯汀分校土木工程系，获博士学位。2011年当选为中国工程院院士。